# عاصمة الكتاب العالمية
عاصمة الكتاب العالمية (بالإنجليزية: World Book Capital) هي مبادرة دولية تتبناها منظمة الأمم المتحدة للتربية والعلم والثقافة (يونيسكو)، من أجل دعم الكتاب وتعزيز ثقافة القراءة، وإرساء المعرفة كخيار في حوار الحضارات الإنسانية، خاصة بعد نجاح مبادرة اليوم العالمي للكتاب الذي بدأ في 1996. بدأت المبادرة في عام 2001 بعدما اختار اليونيسكو العاصمة الإسبانية مدريد كأول عاصمة للكتاب. ومنذ ذلك العام قرر المؤتمر العام لليونسكو جعل المبادرة سنوية، بحيث يتم اختيار مدينة تحتضن هذه المبادرة سنوياَ.
ولضمان مشاركة المنظمات الدولية المختصة بالكتاب في اتخاذ القرار والتصويت على المدن المنتقاة، دعت اليونيسكو كل من الاتحاد الدولي لجمعيات ومؤسسات المكتبات والاتحاد الدولي لجمعيات ومؤسسات المكتبات والاتحاد الدولي للناشرين للمشاركة في عملية اختيار المدينة الفائزة. وتختار المنظمة منذ عام 2001 العاصمة العالمية للكتاب استنادًا إلى معايير محددة، حيث يمنح اللقب للمدينة التي تقدم أفضل برنامج على مدار عام بأكمله بهدف تعزيز ثقافة القراءة والكتب.

## عواصم الكتاب العالمية
صُنفت المدن التالية كعواصم عالمية للكتاب:
| السنة | المدينة      | الدولة                   |
| ----- | ------------ | ------------------------ |
| 2001  | مدريد        | اسبانيا                  |
| 2002  | الاسكندرية   | مصر                      |
| 2003  | نيودلهي      | الهند                    |
| 2004  | أنتويرب      | بلجيكا                   |
| 2005  | مونتريال     | كندا                     |
| 2006  | تورينو       | إيطاليا                  |
| 2007  | بوغوتا       | كولومبيا                 |
| 2008  | أمستردام     | هولندا                   |
| 2009  | بيروت        | لبنان                    |
| 2010  | ليوبليانا    | سلوفينيا                 |
| 2011  | بوينس آيرس   | الأرجنتين                |
| 2012  | يريفان       | أرمينيا                  |
| 2013  | بانكوك       | تايلاند                  |
| 2014  | بورت هاركورت | نيجيريا                  |
| 2015  | إنتشون       | كوريا الجنوبية           |
| 2016  | فروتسواف     | بولندا                   |
| 2017  | كوناكري      | غينيا                    |
| 2018  | أثينا        | اليونان                  |
| 2019  | الشارقة      | الإمارات العربية المتحدة |
| 2020  | كوالالمبور   | ماليزيا                  |
| 2021  | تبليسي       | جورجيا                   |
| 2022  | غوادالاخارا  | المكسيك                  |
| 2023  | آكرا         | غانا                     |
| 2024  | ستراسبورغ    | فرنسا                    |

## وصلات خارجية
- اليونيسكو: عاصمة الكتاب العالمية